# Victor Davis
Victor Davis (Guelph, 10 de fevereiro de 1964 – Sainte-Anne-de-Bellevue, 13 de novembro de 1989) foi um nadador canadense, campeão olímpico dos 200 metros peito nos Jogos de Los Angeles 1984.
Durante sua carreira, Davis bateu vários recordes mundiais, obteve 29 títulos nacionais e 16 medalhas em competições internacionais. No Mundial de 1982 em Guayaquil, Equador, ele estabeleceu seu primeiro recorde mundial ao ganhar a medalha de ouro nos 200 metros peito.
Nas Olimpíadas de Los Angeles em 1984, ele ganhou uma medalha de prata nos 100 metros peito, e em seguida conquistou o ouro nos 200 metros peito. Em reconhecimento das suas realizações, Davis foi nomeado "Nadador do Ano do Canadá" por três vezes e o governo canadense o tornou um membro da Ordem do Canadá.
Ele foi recordista mundial dos 200 metros peito entre 1982 e 1989. Estrela da equipe do Canadá por nove anos, se aposentou da natação competitiva em julho de 1989.
Apenas alguns meses após sua aposentadoria, em 11 de novembro de 1989, enquanto estava do lado de fora de uma boate no subúrbio de Montreal, de Sainte-Anne-de-Bellevue, Quebec, Davis foi atingido por um automóvel cujo condutor fugiu do local. Suspeitou-se que Davis e o motorista estavam em uma discussão acalorada. Dois dias depois, o jovem de 25 anos morreu de seus ferimentos no hospital. Em fevereiro de 1992, mais de dois anos após o acidente, Glen Crossley foi considerado culpado. Ele passou quatro meses atrás das grades.